# Ernő Sitku
Ernő Otto Sitku (Nyíregyháza, 9 gennaio 1972 – 22 maggio 2020) è stato un cestista e allenatore di pallacanestro ungherese.

## Carriera
Con l'Ungheria ha disputato i Campionati europei del 1999.

## Palmarès

### Giocatore
- Campionato ungherese: 4

Honved: 1994-95, 1996-97
Atomerőmű: 2001-02, 2004-05
- Coppa d'Ungheria: 2

Atomerőmű: 2003, 2005